# Stina Ekman

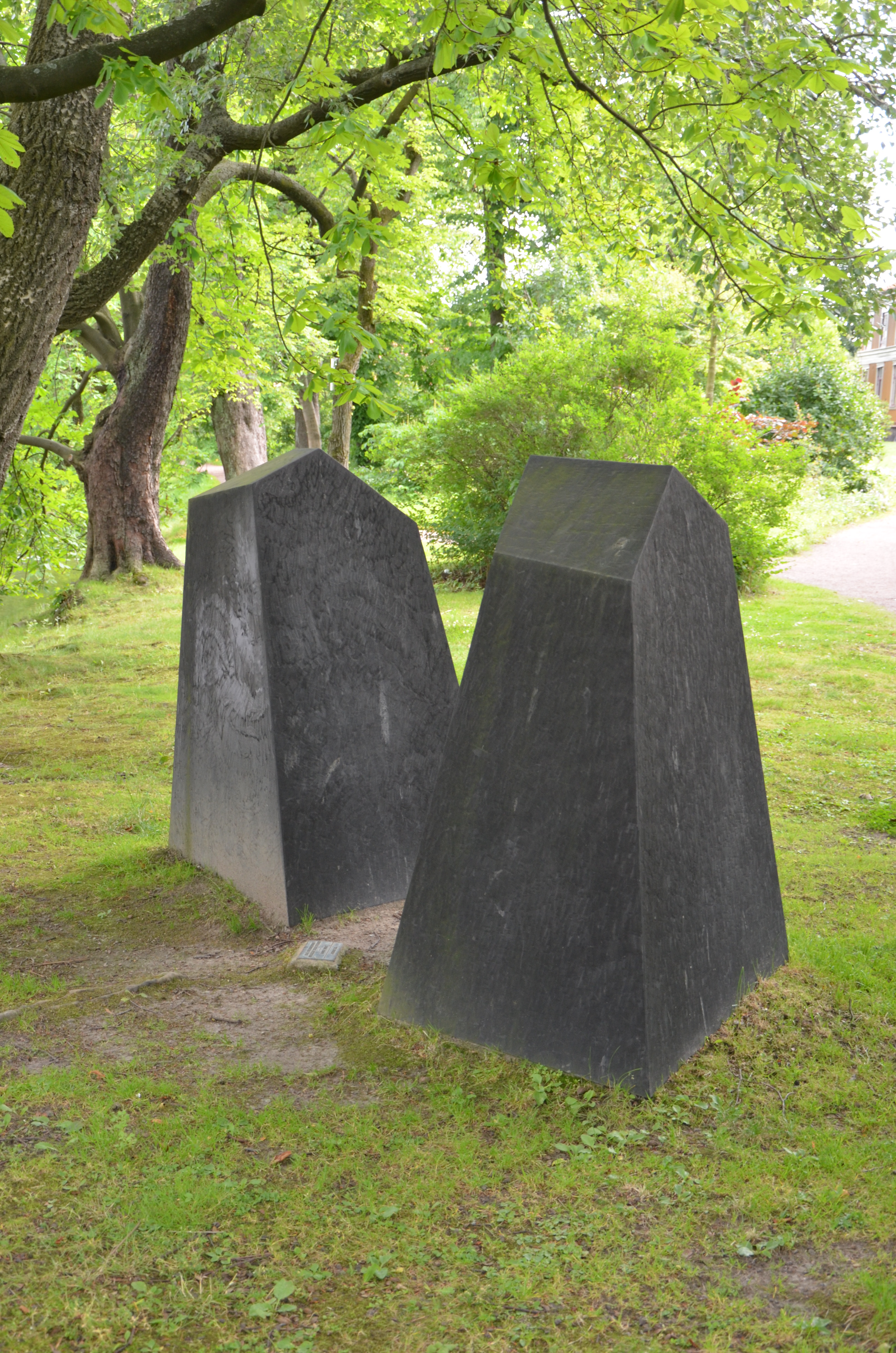
De svarta, Trädgårdsföreningen i Göteborg

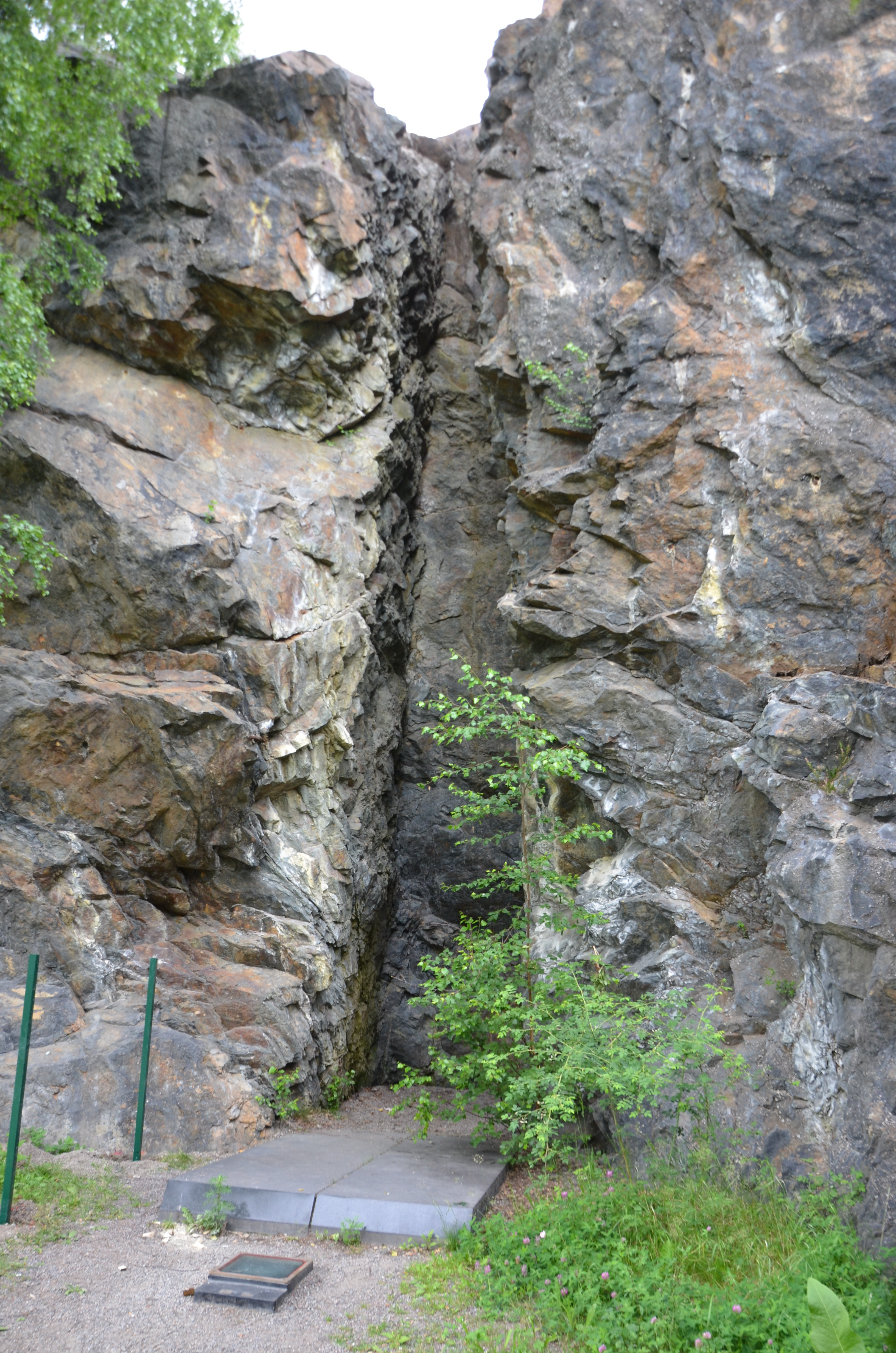
Bergskatedral i Vinterviken i Stockholm

Stina Maria Ekman, född 28 april 1950 i Göteborg, är en svensk skulptör.
Stina Ekman utbildade sig i skulptur på Kungliga Konsthögskolan i Stockholm 1976-1982. Hon utnämndes till professor i fri konst 1987 och har undervisat vid Umeå universitet 1987-1991 och vid Kungliga Konsthögskolan 1992-1996.
Stina Ekman hade sitt genombrott 1985 med installationen Gitter på Moderna museet.
| ”                  | Som skulptör arbetar hon i de mest skiftande material och med raffinerade ytbehandlingar. Hennes expressiva arbeten präglas av en skarp formuppfattning i samspel med både uttryck, materialval och det omgivande rummet. Monumentalt såväl som minimalt. | „ |
| – Konstnärsnämnden | |   |

## Offentliga verk i urval
- De svarta, gummerad stålplåt, 1995, Trädgårdsföreningen i Göteborg
- Bergskatedral, 1996, Kulturpark Liljeholmen i Stockholm
- Änglavakt, svartpatinerad brons, 2006, vid entrén till polishuset i Helsingborg
- Tecken, brons, 2007, Magasinsgatan 4 i Kumla
- Mutanter, nio skulpturer, 2012, vid det centrala gångstråket på Sveriges lantbruksuniversitet i Ultuna i Uppsala
- 85/15, plåt, byggnad N, gården vid Thorax på Karolinska universitetssjukhuset, Solna

## Fotogalleri

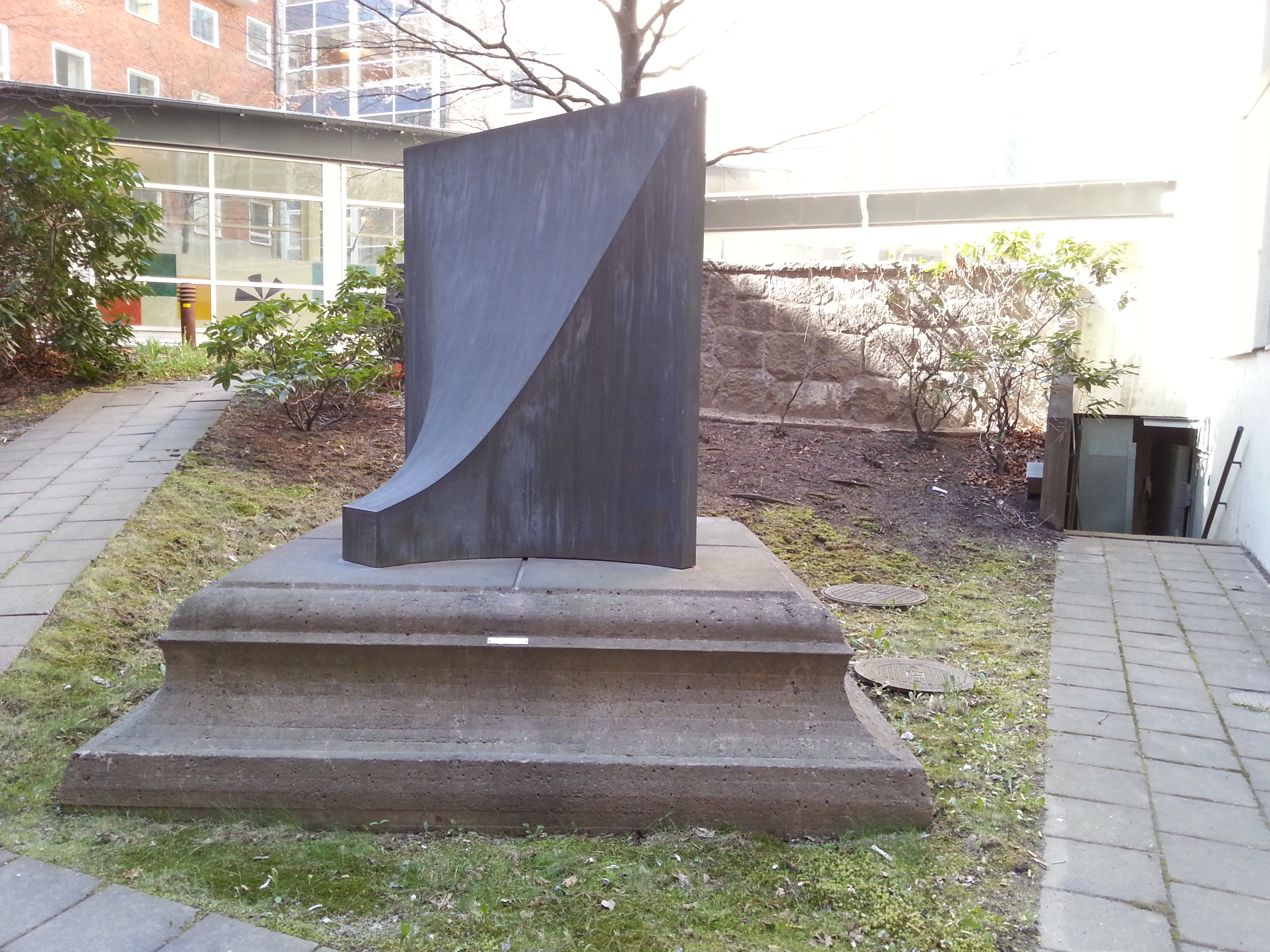
85/15 vid Karolinska universitetssjukhuset, Solna

## Media
- Stina Ekman, dokumentärfilm 1988, 16 minuter